# Changement climatique en Bretagne
Le changement climatique en Bretagne s'inscrit dans le phénomène de réchauffement climatique mondial, phénomène global de transformation du climat en cours depuis la révolution industrielle, caractérisé par une augmentation des températures moyennes, et qui modifie durablement le climat local, ses écosystèmes, et les modes de vie locaux.

## Conséquences environnementales
Plusieurs îles bretonnes sont menacées de disparition en raison de leurs faibles élévations moyennes, et en raison de la hausse du niveau des mer ou de l'accentuation de l'érosion. Dans le cas d'îles habitées comme l'île de Sein ou l'Île d'Arz, la question de la mise en œuvre de travaux d'aménagement ou du déplacement définitif des population se pose,

## Conséquences économiques
Le tourisme local peut capter un parti des flux de touristes domestiques lors des phénomènes de fortes chaleurs dans le sud de l'Europe et de la France. Ceux-ci viennent chercher en Bretagne un climat jugé plus frais. Ce phénomène engendre cependant des craintes vis-à-vis de l'essor du surtourisme et des conflit d'usage autour de la question de l'eau dans des secteurs où l'agriculture est un secteur important et les ressources en eau souvent contraintes.

## Politique et planification climatiques

### Niveau régional

#### Breizh COP (2017)
S’inspirant du modèle des COP internationales, la Région Bretagne lance en 2017 la Breizh COP, une démarche de mobilisation forte du territoire breton pour répondre à l'urgence climatique et environnementale  incitant tous les acteurs à s’engager dans l’action. Les appels à engagements Breizh Cop ont été lancés entre février et avril 2019. Chaque communauté d’acteurs a entrepris de formaliser ses engagements. Le 12 juin 2019, 5 499 engagements étaient décomptés, dont 4 977 issus des collectivités (communes, départements, EPCI, Pays…).

#### Le SRADDET (2020)
Le rôle des régions en matière d’aménagement et de développement durable du territoire a été renforcé par les articles 10 et 13 de la loi du 7 août 2015, dite loi NOTRe, qui créent un nouvel outil planificateur dans le domaine de l’aménagement du territoire, de la mobilité des populations et de la lutte contre le réchauffement climatique : le Schéma régional d’aménagement, de développement durable et d’égalité des territoires, SRADDET. Le Schéma régional envisage un développement sur des horizons de moyen (2030) et long-terme (2050) et couvre 11 domaines de compétence dont la lutte contre le changement climatique.
Le Conseil régional a adopté le Schéma régional d’aménagement, de développement durable et d’égalité des territoires (SRADDET) le 18 décembre 2020. Comportant des orientations stratégiques, 38 objectifs, mais aussi des mesures à caractère réglementaire applicable aux documents de planification locaux, le SRADDET a été approuvé par arrêté du Préfet de Région et rendu exécutoire le 16 mars 2021. Les six grandes priorités transversales que la Région s’est fixée se traduisent par 6 engagements dans les domaines suivants : stratégies numériques responsables, réussir le bien-manger pour tous, une nouvelle stratégie énergétique et climatique, préservation et la valorisation de la biodiversité et des ressources, la cohésion des territoires.

#### Haut conseil breton pour le climat (2022)
Le 13 mai 2022, le Conseil régional de Bretagne met en place le Haut conseil breton pour le climat, un nouvel organe consultatif intervenant en complémentarité des autres organismes intervenant déjà dans le domaine du changement climatique, notamment le CESER, l’Observatoire de l'environnement en Bretagne, l'Agence bretonne de la biodiversité, le Centre de ressources et d’expertise scientifique sur l’eau de Bretagne (Creseb) et la chambre régionale d'agriculture. Il est composé de 20 membres académiques élus pour 6 ans et a pour mission d’orienter la Région Bretagne sur la cohérence et la pertinence des stratégies thématiques et stratégies de territoire qu’il porte et la pertinence de ses politiques publiques au regard des objectifs de réduction des émissions de gaz à effet de serre (atténuation du changement climatique), et de préparation de la Bretagne aux impacts du changement climatique (adaptation),.

### Niveau local

#### SCOT
Créés par la Loi relative à la solidarité et au renouvellement urbains (SRU) du 13 décembre 2000, les schémas de cohérence territoriale (SCoT) sont des documents de planification à long terme, dont l’objectif est de fixer les objectifs du développement durable d’un territoire inter-communal. Il existe 29 SCOT en Bretagne, à différents niveaux d’élaboration, dont les tailles varient de 5 à 89 communes. Les SCoT doivent prendre en compte les SRADDET.

#### Territoires à énergie positive (2014)
Ségolène Royal lance en septembre 2014 un appel à projets pour mobiliser 200 « territoires à énergie positive pour la croissance verte ». En Bretagne, six territoires sont retenus :
- Brest Métropole Océane, avec deux actions phares : le développement du réseau de chaleur de Brest et la plateforme de rénovation énergétique Tinergie[14] ;
- Lorient agglomération, avec notamment le projet SOLENN (SOLidarité ENergie iNnovation) et l'accompagnement des entreprises pour une meilleure performance énergétique[15] ;
- Saint-Brieuc Agglomération ;
- la communauté de commune du Val d’Ille, avec notamment un schéma de déplacement intercommunal[16] ;
- la communauté de commune du Mené, avec un parc éolien participatif « Les Landes du Mené », de 7 éoliennes et un parc de logement locatif à 0 € de dépenses pour le chauffage[17] ;
- le Pays de Centre Ouest Bretagne.

#### PCAET (2015)

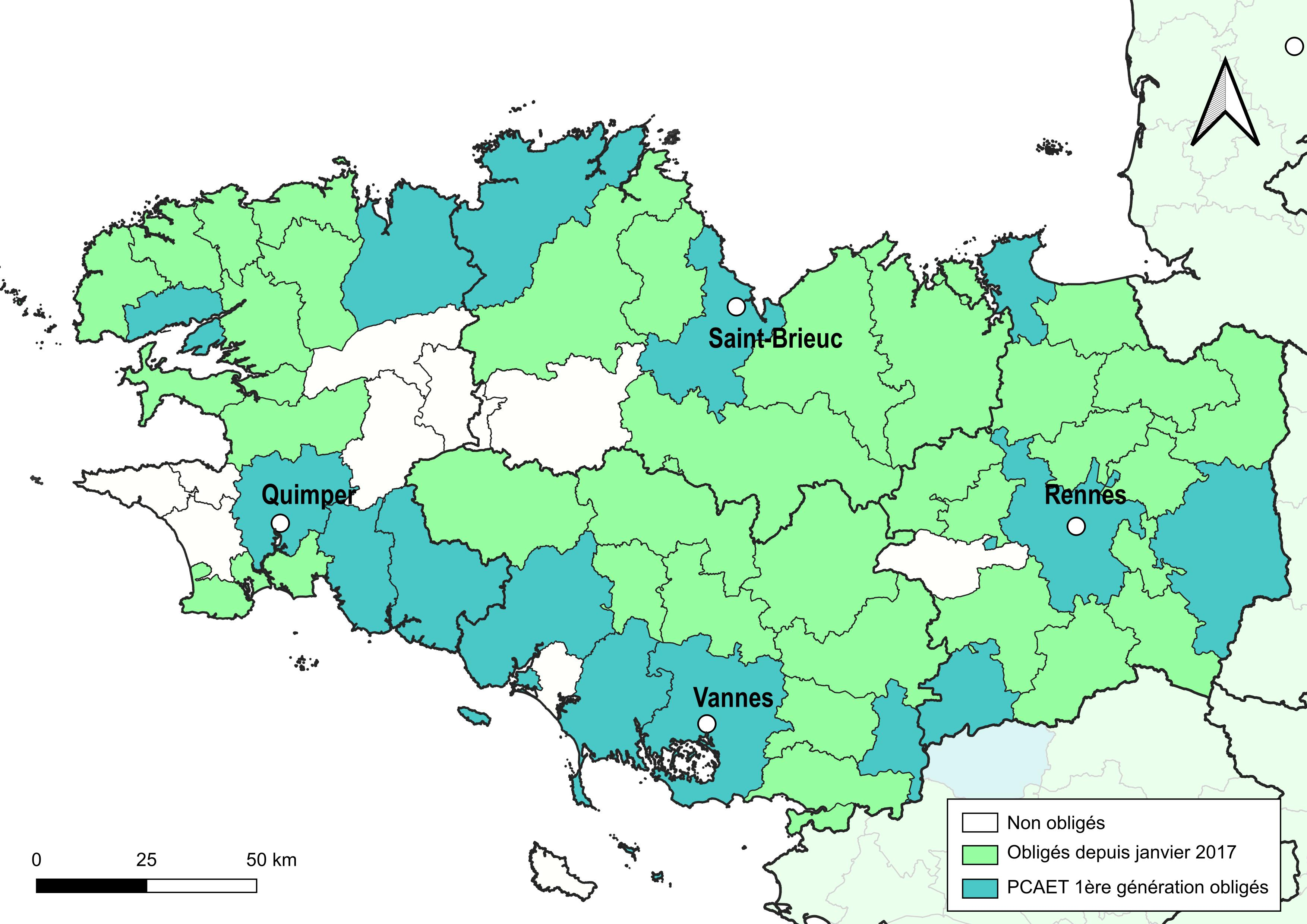
Carte des Plans climat-air-énergie territoriaux (PCAET) en Bretagne.

La Loi relative à la transition énergétique pour la croissance verte (LTECV), promulguée le 17 août 2015, renforce le rôle des intercommunalités et les nomme coordinateurs de la transition énergétique. Le Plan climat-air-énergie territorial (PCAET) est un projet territorial de développement durable visant deux objectifs : l'atténuation, à savoir la diminution des gaz à effet de serre, et l'adaptation au changement climatique.
Depuis le 1er janvier 2017, la Bretagne compte 59 EPCI. 49 d’entre eux doivent élaborer un PCAET, dont 34 sont nouvellement obligés depuis janvier 2017. 10 comptent moins de 20 000 habitants et peuvent initier une démarche volontaire pour structurer des actions sur leur territoire. Les dix EPCI exempts de PCAET sont : Communauté de communes Cap Sizun - Pointe du Raz, Douarnenez Communauté, Communauté de communes du Haut Pays Bigouden, Monts d'Arrée Communauté, Communauté de communes de Haute Cornouaille, Poher Communauté, Communauté de communes du Kreiz-Breizh, Communauté de communes de Blavet Bellevue Océan, Communauté de communes de Belle-Île-en-Mer et Communauté de communes de Brocéliande,.
Les Plans Climat Air Énergie territoriaux (PCAET) doivent prendre en compte les SCoT.

#### PLU
Les Plans locaux d'urbanisme (PLU) doivent prendre en compte les PCAET.

## Sources